# 胡瑟尔特
胡瑟尔特（荷蘭語：Hoeselt，荷蘭語發音：[ˈɦusəlt]）是比利时弗拉芒大區林堡省通厄倫區的一个市镇，通行荷蘭語，是弗拉芒社群的一部分，面积30.02平方千米，人口9,685人（2018年1月1日）。